# 日本城郭史学会
日本城郭史学会（にほんじょうかくしがっかい）は、城郭とこれに関連する歴史・史跡・文化財に関する研究調査機関と、研究者と一般愛好者による全国組織からなる団体。

## 概要
- 代表 - 西ヶ谷恭弘
- 沿革 - 1971年（昭和46年）春に設立された日本城郭資料館調査会の活動を引き継ぐ。1982年（昭和57年）より鳥羽正雄博士・杉山博東大教授らが中心となり、日本城郭史での構造・技法編年を歴史科学的に確立するための運動の中心として現在の名称になった[1]。

## 主な活動
毎月行われているセミナー/見学会および市町村委嘱の発掘調査現地説明会等の催し物と、情報誌「城郭だより」、紀要『城郭史研究』の刊行・配布。各地の支部活動や分野別の研究調査などを行っている。